# George Coventry (6e comte de Coventry)
Pour les articles homonymes, voir George Coventry.
George William Coventry, 6e comte de Coventry (26 avril 1722 - 3 septembre 1809), titré vicomte Deerhurst de 1744 à 1751, est un pair britannique et un homme politique conservateur.

## Biographie
Il est le deuxième, mais l'aîné des fils survivants de William Coventry (5e comte de Coventry), et de son épouse Elizabeth Allen. Il fait ses études à Winchester College et à l'University College d'Oxford.

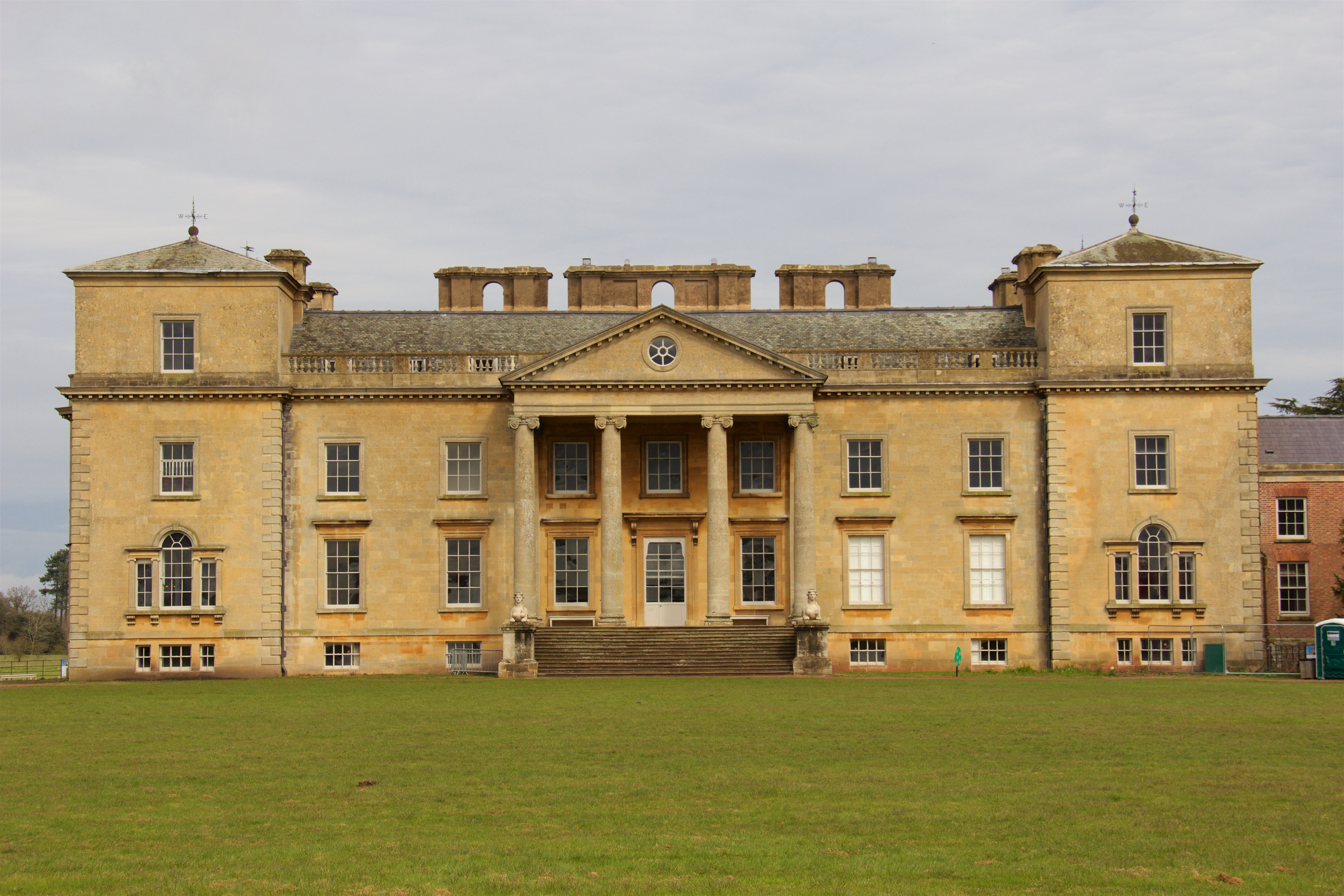
Croome Court

Il est élu à la Chambre des communes pour Bridport en 1744 (succédant à son frère aîné, le vicomte Deerhurst), poste qu'il occupe jusqu'en 1747, puis représente le Worcestershire de 1747 à 1751. La dernière année, il succède à son père au comté et entre à la Chambre des lords. Il est également Lord Lieutenant du Worcestershire de 1751 à 1808 et Lord de la chambre de George II de 1752 à 1760 et de George III de 1760 à 1770.
Il hérite de son père de Croome Court (en), près de Pershore, dans le Worcestershire, et charge Capability Brown de redessiner la maison et le parc environnant.

## Vie privée
Lord Coventry épouse d'abord en 1752 Maria, fille du colonel John Gunning. Elle meurt en 1760 après avoir eu un fils et deux filles. Il épouse en secondes noces Barbara, fille de John St John (11e baron St John de Bletso), en 1764, avec qui il a 2 autres fils et une fille. Lady Coventry est décédée en 1804.

Lord Coventry meurt en septembre 1809, à l'âge de 87 ans. Son fils, son premier mariage, George Coventry (7e comte de Coventry), lui succède. Son plus jeune fils est Thomas William Coventry. 

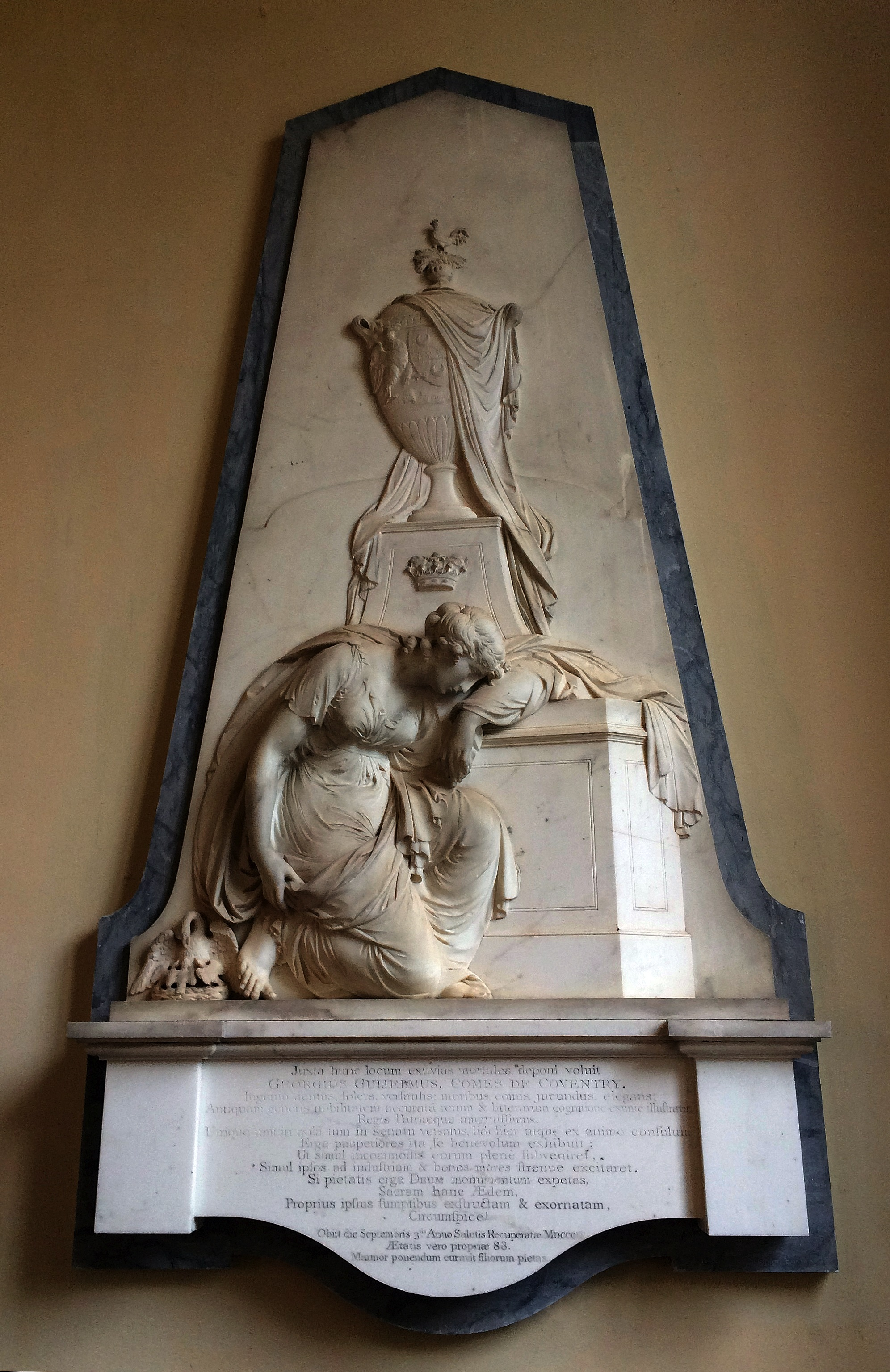
Mémorial du 6e comte de Coventry dans l'église de Croome Court
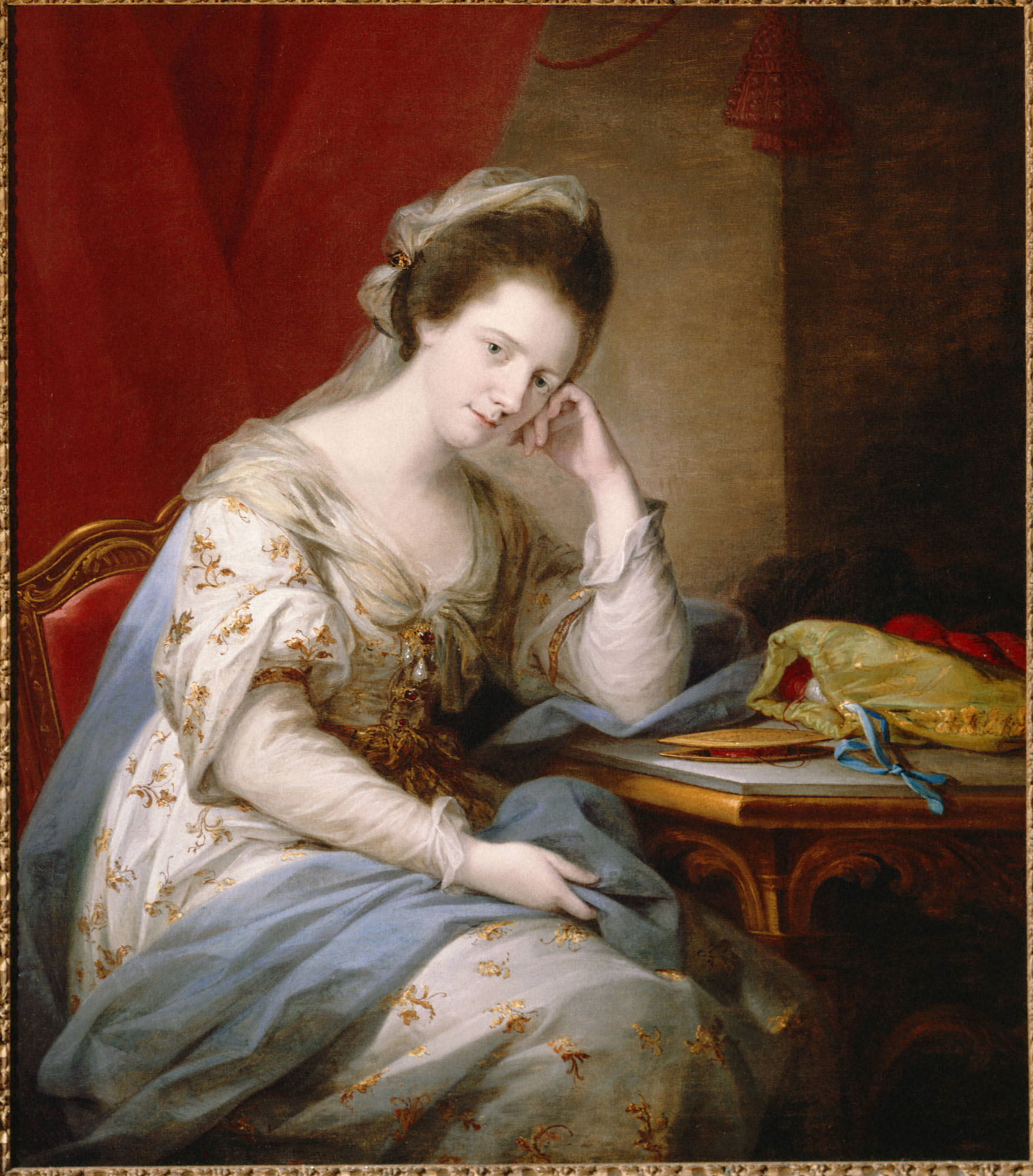
Angelica Kauffmann, Barbara St. John Bletsoe, comtesse de Coventry, Musée d'Art de l'université de Princeton, deuxième épouse du comte de Coventry